# Roberto di Newminster
Roberto di Newminster (Gargrave, XI secolo – Newminster, 6 giugno 1159) è stato abate benedettino di Newminster; è venerato come santo dalla Chiesa cattolica.

## Biografia
Nacque alla fine dell'XI secolo a Gargrave, un villaggio dello Yorkshire. Compì gli studi all'Università di Parigi, dove sembra scrisse un commentario ai salmi. Rientrato in Inghilterra, fu ordinato sacerdote e divenne parroco nella chiesa di Gargrave.
Desideroso di una vita più contemplativa, lasciò la parrocchia per prendere l'abito benedettino nell'abbazia di Whitby. In seguito sentì parlare dei cistercensi e ottenne il permesso dell'abate di Whitby di unirsi all'ordine di Citeaux nell'abbazia di Fountains. Accresciutasi questa abbazia, nel 1138 circa fondò la nuova abbazia di Newminster in Northumbria, nella diocesi di Durham, e ne fu il primo abate. 
Newminster prosperò, e durante il suo abbaziato alcuni monaci furono inviati a fondare altri tre monasteri cistercensi: Pipewell nel 1143, Roche nel 1147 e Sawley nel 1148.
Secondo leggende devozionali, fu dotato di capacità profetiche.  Accusato da alcuni monaci di intrattenere rapporti con una donna del luogo, Roberto andò a Clairvaux a discolparsi davanti a san Bernardo, la guida spirituale dell'Ordine Cistercense. Questi riconobbe la sua innocenza e i due divennero amici, tanto che Bernardo gli donò la sua cintura, a cui i credenti attribuivano poteri taumaturgici.
Durante questo viaggio in Francia nel 1147 incontrò papa Eugenio III e fu accolto con grande onore. Nel 1159 si ammalò e morì il 6 giugno, alla vigilia della festa della Santissima Trinità, tra i monaci.

## Culto
Riguardo alla sua tomba nell'abbazia di Newminster, luogo di pellegrinaggio, si narrano numerose leggende miracolistiche. 
Il suo nome fu iscritto nel Martirologio Romano al 7 giugno.
Dal Martirologio Romano: "A Newminster nella Northumbria in Inghilterra, san Roberto, abate dell'Ordine Cistercense, desideroso di povertà e di preghiera, fondò in questo luogo insieme ad altri dodici compagni un monastero, dal quale germogliarono in breve tempo tre famiglie di monaci."